# Éric Gay
Pour les personnalités ayant le même nom de famille, voir Gay.
Éric Gay est un homme politique français, né le 7 janvier 1958 à Canala en Nouvelle-Calédonie.

## Une formation d'éducateur sportif
Son père, Henri Gay, Pieds-Noirs originaire du Maroc, est technicien des Eaux et Forêts et le premier directeur de l'École d'agriculture de Port-Laguerre à Païta. Sa mère est une métis, fille d'un Européen d'origine lorraine et d'une Kanak de Canala. Éric Gay est essentiellement élevé durant sa petite enfance par cette dernière. Il passe ensuite d'établissements en établissements tout au long de sa scolarité tout en restant dans l'enseignement privé catholique : écoles primaires à La Foa puis à Païta, collège du Sacré-Cœur à Bourail et lycée Blaise-Pascal à Nouméa. Il part enfin faire son service militaire à Poitiers en Métropole et enchaîne avec des études pour devenir enseignant en Éducation physique et sportive (EPS) à Vichy. Diplômé en 1979, il enseigne pendant un premier temps à Clermont-Ferrand et ne revient donc en Nouvelle-Calédonie qu'en 1983. Il est ainsi d'abord professeur d'EPS au lycée Jules-Garnier à Nouméa avant de s'installer au Mont-Dore au collège de Boulari où il a passé le reste de sa carrière professionnelle. Il en devient principal adjoint en 1996 avant d'être mis en disponibilité à la suite de son élection au Congrès en 2004 puis de prendre sa retraite en 2010.
En parallèle de sa profession d'enseignant, il a été très actif dans le milieu associatif et sportif en Nouvelle-Calédonie, jusqu'à devenir président du Comité territorial olympique et sportif (CTOS) de 1996 à 2003, il en est depuis le président d'honneur. Il a aussi été membre du Conseil économique et social du Territoire du 18 mai 2001 au 9 mai 2004 et président de la commission de la culture, de la jeunesse et des sports de ce conseil.

## Carrière politique
Membre du RPCR depuis 1977 et fermement anti-indépendantiste, il ne se lancera véritablement dans une carrière politique qu'en 1995, ce qu'il voit comme une continuité à son passage dans le milieu sportif. En effet, il a été président auparavant de l'Office municipal des Sports du Mont-Dore. Aux municipales de 1995 dans cette commune, il est présent sur la liste RPCR menée par Pierre Frogier et, une fois élu, devient adjoint au maire chargé des Sports. Il est réélu en 2001, toujours derrière Pierre Frogier qui ne redevient toutefois pas maire vu qu'il accède la même année à la fonction de président du gouvernement du Territoire. Éric Gay devient donc 3e adjoint du nouveau maire, Réginald Bernut, chargé des animations pour la jeunesse, de la promotion du sport, du développement social urbain et des relations avec l'île Ouen.
En 2003, un évènement va le faire accéder au premier plan de la politique locale. En effet, un conflit est apparu durant cette année entre le maire Réginald Bernut et 8 sur 10 de ses adjoints, ceux-ci lui reprochant notamment la « difficulté d'aboutissement des projets en cours » et de ne pas avoir assez « conscience de l'importance de la commune sur l'échiquier politique à la veille des grandes échéances électorales ». Cela a poussé finalement Réginald Bernut à démissionner le 22 octobre 2003. Éric Gay est ainsi élu maire pour le remplacer le 14 novembre 2003, accédant à la tête de la deuxième commune du Territoire en nombre d'habitants. Finalement, Réginald Bernut s'est rapproché d'Harold Martin et a donc fait partie de la liste Avenir ensemble pour les provinciales de 2004 tandis qu'Éric Gay incarne l'un des plus fidèles partisans de Pierre Frogier.
Fort de son nouveau poste de maire, Éric Gay est présenté pour la première fois sur une liste du Rassemblement-UMP pour les Provinciales du 9 mai 2004 (en 9e position), il est donc élu alors à l'Assemblée de la Province Sud et au Congrès. L'un des principaux partisan au sein du parti de Pierre Frogier, il soutient ainsi celui-ci dans sa candidature à la présidence du mouvement contre le sortant Jacques Lafleur, qui est finalement battu et quitte le parti. Enfin, après la démission de Pierre Maresca de son poste de secrétaire général du Rassemblement-UMP pour protester contre sa défaite aux primaires du parti pour les législatives de 2007 dans la 1re circonscription, Éric Gay est choisi les militants pour le remplacer le 21 décembre 2006 et devient le « bras droit » de Pierre Frogier.
Lors du renouvellement de la composition des commissions intérieures du Congrès de la Nouvelle-Calédonie pour la session 2007-2008 le 22 août 2007, Éric Gay est élu à la présidence de la commission des Sports. Il est aussi, de 2007 à 2009, vice-président du groupe Rassemblement-UMP au Congrès.
Le 9 mars 2008, lui et sa liste sont réélus dès le 1er tour des élections municipales avec 55,96 % des suffrages, et il retrouve donc son fauteuil de maire le 15 mars 2008.
Il joue un rôle particulièrement actif lors des élections provinciales du 10 mai 2009, étant chargé de présenter et d'expliquer le programme du Rassemblement-UMP, et en particulier la proposition controversée au sein de la famille politique notamment anti-indépendantiste de son leader Pierre Frogier d'organiser un référendum sur l'avenir institutionnel de l'archipel dès 2014, auprès des médias et est largement pressenti comme le candidat Rassemblement à la présidence de la Province Sud en cas de victoire,,. La liste emmenée par Pierre Frogier en Province Sud, et dont Éric Gay est 3e, arrive bien en tête avec 28,54 % des suffrages exprimés et 15 sièges sur 40 à l'Assemblée provinciale (et 13 sur 54 au Congrès), il est loin de la majorité souhaitée et doit négocier avec les autres formations anti-indépendantistes. Le 12 mai 2009, Pierre Frogier propose un « Rassemblement des Républicains » qui répartirait les institutions entre les différents partis anti-indépendantistes qui se réuniraient autour d'un certain nombre d'idées communes et revendique la Province Sud pour le Rassemblement-UMP. Cet appel, reprenant celui du « pacte de stabilité » formulé avant le scrutin par Harold Martin de l'Avenir ensemble, pousse alors Pierre Frogier à se présenter lui-même pour prendre la tête de l'assemblée de la plus riche et de la plus peuplée des trois provinces et lui permet d'être élu en faisant le plein des voix loyalistes (à l'exception des deux RPC de Jacques Lafleur), soit 34 voix sur 40, le 15 mai 2009. Si ce poste échappe à Éric Gay, il en obtient le même jour la première vice-présidence, lui aussi par 34 bulletins contre 4 à la candidate indépendantiste du FLNKS Ilaisaane Lauouvea, un bulletin blanc et un nul.
Lors du congrès du Rassemblement-UMP du 22 octobre 2011, il est investi comme candidat du parti pour les élections législatives de 2012 dans la 2e circonscription (toute la Grande Terre, à l'exception de Nouméa, et les îles Belep). Il doit y remplacer Pierre Frogier, élu sénateur le 25 septembre précédent. Pour se consacrer entièrement à sa campagne, il abandonne la 1re vice-présidence de l'Assemblée de la Province Sud le 9 novembre 2011. Il obtient également l'investiture de l'UMP le 28 janvier 2012. Il prend pour suppléante l'adjointe au maire de Koumac Armande Duraisin, membre de l'Avenir ensemble. Arrivé en troisième position derrière Philippe Gomès (32,96 %) et Jean-Pierre Djaïwé (36,2 %), il est considéré comme le grand perdant de cette élection, nettement éliminé au premier tour avec un score de 20,08 %. Il est notamment distancé par Philippe Gomès dans sa commune, le Mont-Dore, obtenant 35,04 % des suffrages exprimés contre 40,75 % à son adversaire de Calédonie ensemble.

## Décorations
- Lors d'une inondation en octobre 2001 au collège de Boulari où il est principal adjoint, des collégiens sont emportés par les eaux dans une canalisation. Eric Gay et un auxiliaire de cuisine du collège, Franck Neimbo, plongeront alors à leur tour et permettront de faire ressortir les trois élèves qui avaient été emportés. Ce geste leur vaudra la médaille du dévouement pour geste de bravoure[12].
- Médaille de la jeunesse, des sports et de l'engagement associatif, bronze, de la Fédération française du Basket Ball et de la Fédération Nationale des OMS.
- Chevalier de l'ordre des Palmes académiques
- Chevalier de l'ordre national du Mérite